# Clara Campoamor (Politikerin)

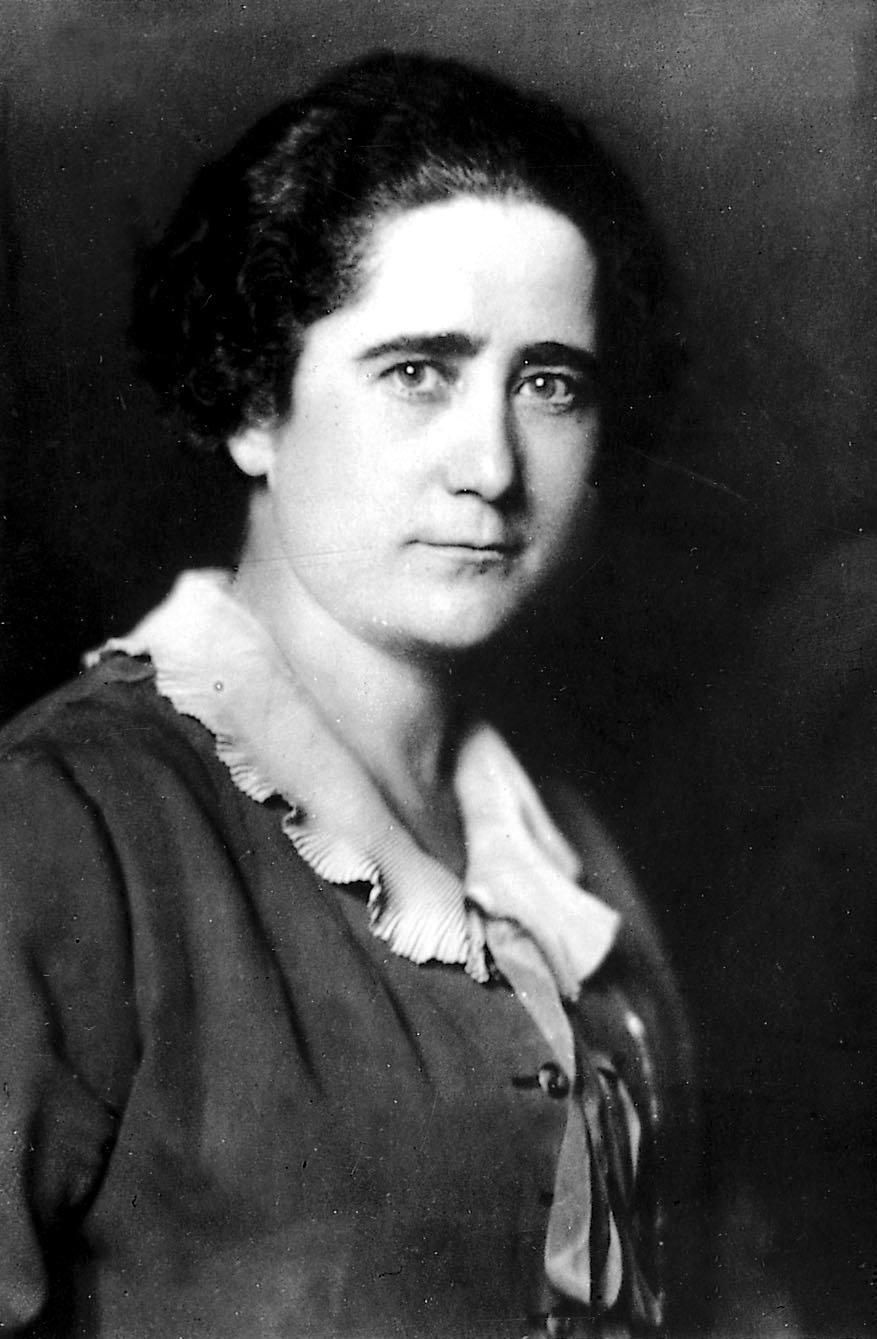
Clara Campoamor, 1930

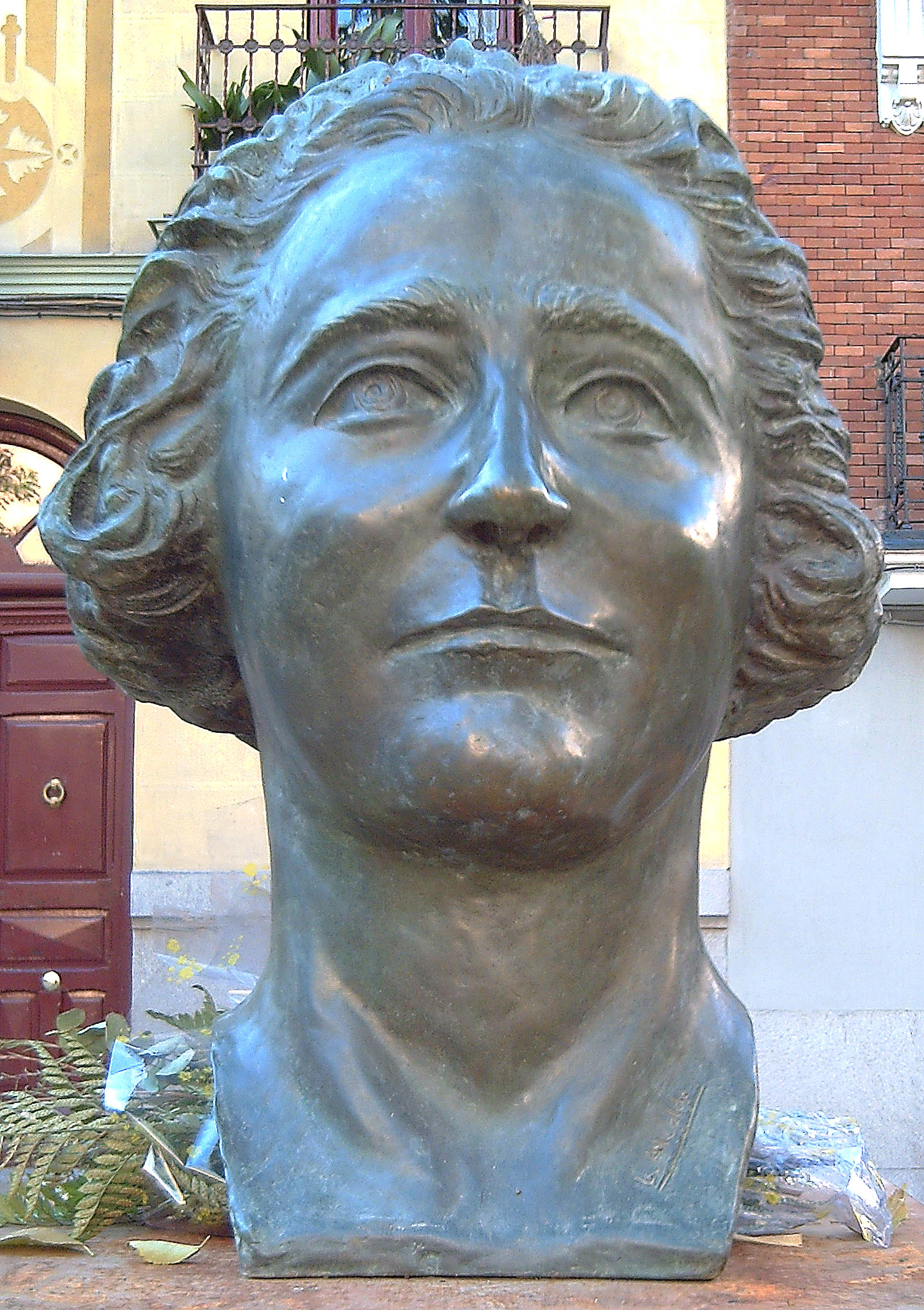
Clara Campoamor (Plaza de Guardias de Corps, Madrid, 2006)

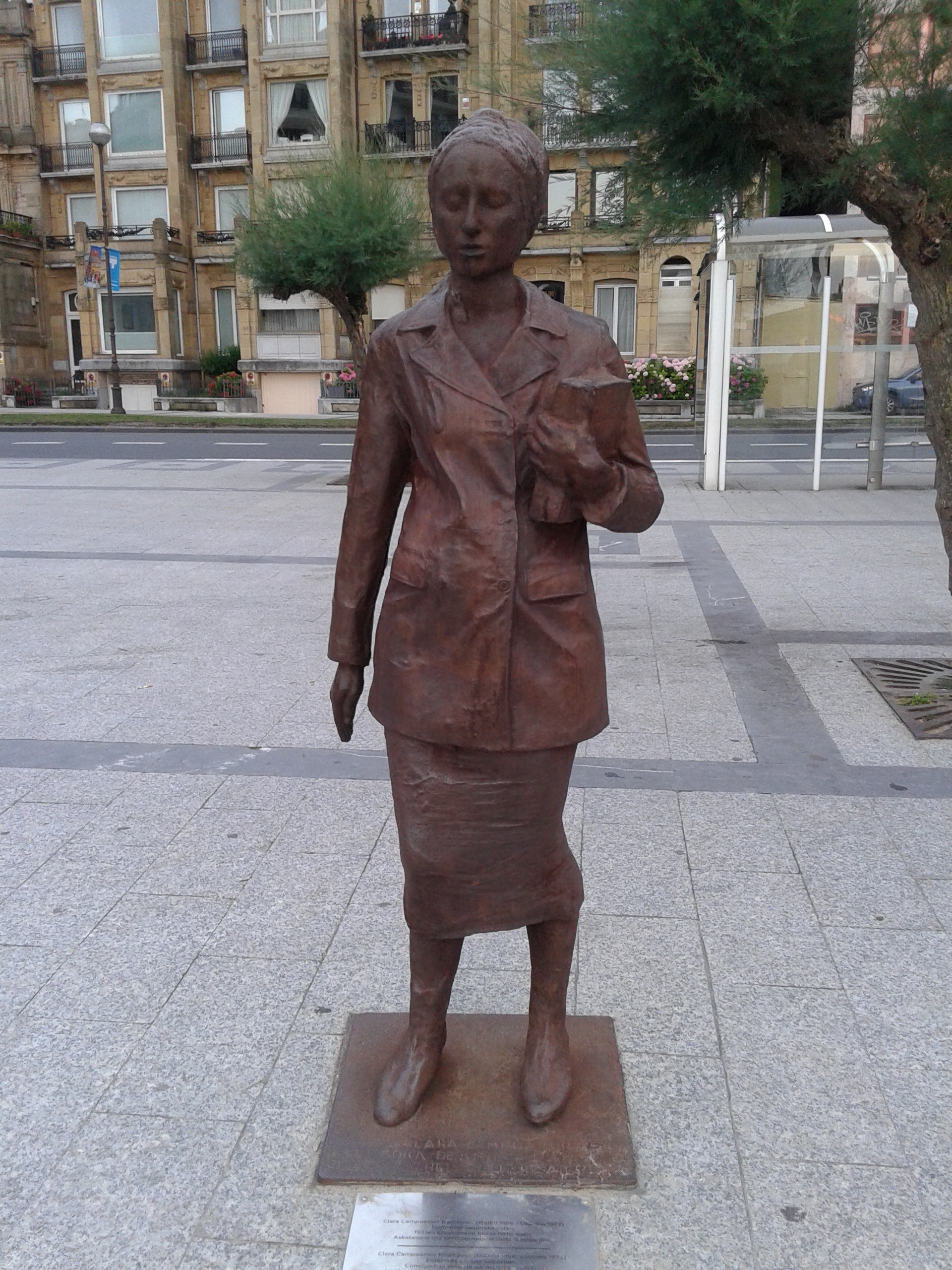
Clara Campoamor in San Sebastian

Clara Campoamor Rodríguez (geboren 12. Februar 1888 in Madrid; gestorben 30. April 1972 in Lausanne) war eine spanische Politikerin in der Zweiten Spanischen Republik und Suffragette. Sie war die Leitfigur der Frauenwahlrechtsbewegung und saß für den Partido Republicano Radical von 1931 bis 1933 im spanischen Parlament.

## Leben
Clara Campoamor stammte aus einfachen Verhältnissen und wuchs in einer liberalen Familie auf. Ihr Vater starb, als sie zwölf Jahre alt war, und sie wurde im Alter von dreizehn Jahren zur Lohnarbeit geschickt. Zunächst arbeitete sie wie ihre Mutter als Näherin, bildete sich aber weiter und wechselte 1915  auf eine Stelle als Sekretärin bei der Zeitung La Tribuna. Dort konnte sie ihre Interessen für sozialistische und radikale Politik weiterentwickeln. Außerdem arbeitete sie als Stenografielehrerin.
Im Abendstudium machte sie 1922 das Abitur. Sie studierte Jura an der Universität Madrid und machte 1924 ihr Staatsexamen. Damit war sie eine der ganz wenigen spanischen Frauen mit Hochschulabschluss. Sie erhielt die Anwaltszulassung in Madrid, wurde Mitglied der Real Academia de Jurisprudencia y Legislación und war in juristischen und politischen Verbänden aktiv. Sie war seit 1922 aktives Mitglied in der Asociación Nacional de Mujeres Españolas ANME (Internationaler Verband spanischer Frauen) in Madrid. 1928 wurde sie Dozentin an der Real Academia de Jurisprudencia y Legislación.
Nach dem Abtritt des Diktators Miguel Primo de Rivera und der Ausrufung der Spanischen Republik hatten die Frauen bei der Parlamentswahl 1931 noch kein aktives Wahlrecht, doch konnten sie gewählt werden. Campoamor, die für die zentristische Radikale Partei kandidiert hatte, Victoria Kent und Margarita Nelken erhielten Sitze. Das Parlament verschaffte Frauen denselben juristischen Status, wie ihn Männer besaßen, entkriminalisierte Abtreibung und Ehebruch und stellte für Frauen einen ungehinderten Zugang zum Arbeitsmarkt sicher.
Campoamor wurde zur stellvertretenden Vorsitzenden im Parlamentsausschuss für Arbeit und Soziales gewählt und wurde Mitglied im Verfassungsausschuss, der eine neue Verfassung ausarbeiten sollte.
Die Wahlrechtsfrage für Frauen war parteipolitisch kontrovers. Clara Campoamor wurde zur Leitfigur der Frauenwahlrechtsfrage. In einer emphatischen Rede verkündete sie, dass Frauen nur frei sein könnten, wenn sie ihre politischen Rechte ausübten. Die Sozialisten und Campoamor verlangten, für Frauen aus Gründen der Gleichberechtigung umgehend dasselbe Wahlrecht einzuführen. Die katholischen und konservativen Abgeordneten befürworteten das aktive Wahlrecht für Frauen, weil sie sich der Stimmen der Frauen sicher wähnten. Sie argumentierten, dass Frauen von Natur aus hysterisch und für politische Debatten ungeeignet seien. Die Liberalen lehnten ein Frauenwahlrecht ab, da die Frauen politisch noch ungebildet seien und mit ihrer vom Klerus beeinflussten Stimmabgabe den Einfluss der katholischen Kirche festigen und vergrößern würden. Zu den Bedenkenträgern gehörte auch die sozialistische Abgeordnete Victoria Kent, die sich mit Campoamor einen heftigen parlamentarischen Schlagabtausch lieferte. Victoria Kent und Margarita Nelken argumentierten, Frauen seien für die Übernahme von politischer Verantwortung noch nicht bereit. Campoamor zog einen Teil der liberalen Parlamentarier auf ihre Seite, als sie die liberalen Themen Zivilehe und Scheidungsrecht unterstützte. Ein Kompromiss in Form eines Gesetzesvorschlages, der nur Frauen über 45 Jahre das Wahlrecht gewähren wollte, erhielt keine Mehrheit.
Die Abstimmungslinien verliefen am Ende durch alle Parteien. In dem im Oktober 1931 mit großer Mehrheit beschlossenen Verfassungsentwurf wurde im Artikel 36 das Wahlrecht für Frauen vorgesehen. Kent versuchte nachträglich ihren Bedenken Raum zu verschaffen, indem sie als Vorbedingung für die Teilnahme an nationalen Wahlen den Frauen eine zweimaligen Teilnahme an regionalen Wahlen auferlegen wollte. Da die katholischen Parteien in der Zwischenzeit die parlamentarische Arbeit boykottierten, fiel die Ablehnung dieser Wahlrechtsergänzung nur sehr knapp zugunsten Campoamors aus. Am 8. Dezember 1931 wurde die Constitución de la República Española  (Verfassung der Spanischen Republik) beschlossen, und alle Frauen über 23 Jahre erhielten das aktive Wahlrecht.
Campoamor wurde der Ausgang der Wahlrechtsdebatte in ihrer Partei angelastet, und sie wurde 1933 bei den Vorwahlen zur folgenden Parlamentswahl von den Radikalen nicht mehr als Kandidatin nominiert. Die politische Rechte trug in den ersten Wahlen nach der neuen Verfassung den Sieg davon. Man warf Campoamor vor, das Frauenwahlrecht sei für die Gründung von Organisationen wie der Katholischen Aktion verantwortlich, die die progressiven Elemente in Spanien zurückdrängten. Als Antwort auf diese Unterstellungen verfasste Clara Campoamor das Buch El voto femenino y yo: mi pecado mortal (Das Frauenwahlrecht und ich: meine Todsünde.)
Campoamor fand eine Beschäftigung als Direktorin in der Sozialverwaltung. Sie versuchte bei den Wahlen im Jahr 1935 auf der Liste  der Izquierda Republicana (Republikanische Linke, IR) aufgestellt zu werden, was ihr misslang. Auch der Versuch, mit einer Frauengruppe auf der gemeinsamen Liste der Frente Popular berücksichtigt zu werden, scheiterte. Bei den Wahlen 1936 siegte die Linke und bewies damit, dass die Einführung des Frauenwahlrechts nicht zwangsweise einen Rechtsruck bedeute.
Nach Ausbruch des Bürgerkriegs floh Campoamor 1937 in die Schweiz und von dort 1938 nach Argentinien. Dort lebte sie mehr schlecht als recht vom Übersetzen, von Vorträgen und von drei Biografien (Concepción Arenal, Sor Juana Inés de la Cruz, Quevedo). 1955 zog sie von Argentinien wieder nach Lausanne in der Schweiz, wo sie 1972 starb. Die Rückkehr nach Franco-Spanien wurde ihr verwehrt, da sie Freimaurerin sei.
In dem wieder demokratisch verfassten Königreich Spanien wurden nach 1978 mehrere Biografien über Campoamor veröffentlicht. Für  Campoamor wurden Denkmäler aufgestellt und nach ihr öffentliche Gebäude, Plätze und ein Rettungsschiff der Marine benannt. Die PSOE in Andalusien lobte einen Premio Clara Campoamo für zivilgesellschaftliches Engagement aus. Über die „vergessene Clara Campoamor“ drehte Laura Mañá mit Elvira Mínguez in der Titelrolle den Film Clara Campoamor. La mujer olvidada, den das spanische Fernsehen RTVE 2011 sendete. Seit Dezember 2020 trägt der Bahnhof Chamartín in Madrid auch ihren Namen als Zusatz und heißt nun Chamartín Clara Campoamor.

## Schriften (Auswahl)
- María Cambrils: Feminismo socialista. Vorwort Clara Campoamor. Valencia : Las Artes, 1925
- Texto íntegro del discurso de Clara Campoamor en las Cortes, 1. Oktober 1931, abgedruckt in El País, 1. Oktober 2015
- El derecho de la mujer en España. 1931
- El voto femenino y yo: mi pecado mortal. Buenos Aires, 1935
  - El voto femenino y yo: mi pecado mortal. Vorwort Blanca Estrella Ruiz Ungo. Madrid : Editorial Horas y Horas, 2006[9]
- La révolution espagnole vue par une républicaine. Übersetzung aus dem Spanischen Antoinette Quinche. Paris : Plon, 1937
- mit Federico Fernández Castillej: Heroísmo criollo : la marina argentina en el drama español. 1939
- El pensamiento vivo de Concepción Arenal. 1939
- Sor Juana Inés de la Cruz. Madrid : Júcar, 1984, zuerst 1944
- Vida y obra de Quevedo. Buenos Aires, Ediciones Gay-Saber, 1945
- Sor Juana Inés de la Cruz. Madrid : Júcar, 1984
- España : la condición de la mujer en la sociedad contemporánea. Oviedo : Gobierno del Principado de Asturias, Consejería de la Presidencia, Instituto Asturiano de la Mujer, 2006
- El derecho de la mujer : recopilación de tres de las conferencias iniciadas en 1922 por Clara Campoamor. Madrid : Dirección General de la Mujer, 2007
- La mujer en la diplomacia, y otros artículos. Sevilla : Renacimiento, 2017